# Motor Sich Airlines
Motor Sich Airlines (ukrainisch Авіакомпанія Мотор Січ) ist eine ukrainische Fluggesellschaft mit Sitz in Saporischschja. Im März 2007 waren 193 Mitarbeiter bei der Fluggesellschaft beschäftigt.

## Geschichte
Motor Sich Airlines wurde 1984 gegründet und gehört zu 100 % Motor Sitsch. Am 24. Februar 2022 hat die Ukraine ihren zivilen Luftraum aufgrund der russischen Invasion geschlossen, weswegen die Fluggesellschaft bis auf Weiteres alle ihre Flüge ausgesetzt hat.

## Flugziele
Es werden Linienflüge innerhalb der Ukraine und ins Ausland angeboten. Des Weiteren werden Charterflüge im Passagier- und Frachtbereich angeboten.
Folgende Ziele werden im Linienverkehr angeflogen:
 Belarus
- Minsk

 Ukraine
- Kiew
- Lwiw
- Mykolajiw
- Odessa
- Saporischschja

 Saudi-Arabien
- Riad

## Flotte
Die Flotte der Motor Sich Airlines besteht aus zehn Flugzeugen sowie drei Hubschraubern.
| Flugzeugtyp         | Anzahl | bestellt | Anmerkungen       | Sitzplätze |
| ------------------- | ------ | -------- | ----------------- | ---------- |
| Antonow An-12BK     | 02     |          | Transportflugzeug |            |
| Antonow An-24RW     | 03     |          |                   | 048        |
| Antonow An-74TK-200 | 01     |          |                   | 052        |
| Antonow An-140      | 01     | 2        |                   | 052        |
| Jakowlew Jak-40     | 3      |          |                   | 024        |
| Mil Mi-8            | 03     |          | Hubschrauber      |            |
| Mil Mi-2            |        |          | Hubschrauber      | 06         |
| Gesamt              | 13     |          |                   |            |

Motor Sitsch ist die letzte Fluglinie weltweit, die noch Flugzeuge des Typs Antonow An-24 im regulären Passagiereinsatz betreibt. (Stand: Frühjahr 2018)
In der Vergangenheit wurden zudem Antonow An-26 betrieben.

## Zwischenfälle
Am 2. Juli 2022 schoss eine Antonov An-12 (Kennzeichen UR-11316) mit militärischer Fracht aus Istanbul an Bord während der Landung auf dem Flughafen Uschhorod aufgrund einer zu harten Landung über die Landebahn hinaus. Das Flugzeug erlitt leichte Schäden.